# Piede romano
Il piede romano era la principale unità di misura di lunghezza nel mondo romano in campo militare e civile.

## Origini
Deriva dal piede greco-attico. Gli studiosi non concordano sull'esatta lunghezza del piede, ma è comunemente accettata la lunghezza di 29,6 cm. Prima della sua adozione, in Italia era comunemente utilizzato il pes oscus o italicus di lunghezza pari a circa 27,5 cm.
Nel Tempio di Giunone Moneta era conservato l'esemplare a cui si ricorreva per avere una misura autentica e autorizzata della principale unità di misura romana. Per questo motivo il piede romano era noto anche con il nome di pes monetalis..

## Sottomultipli
Sono note due distinte suddivisioni:
- la suddivisione di origine greca era  in digitus (1/16), palmus (1/4), semipes (1/2) e palmus maior (3/4);
- la suddivisione di origine italica era in silicus (1/48), semuncia 1/24, uncia (1/12), sescuncia (1/8), sextans(1/6) triens (1/3), quincunx (5/12), semipes (1/2), septunx (7/12), bes (2/3) dodrans (3/4), dextans (10/12), deunx (11/12).

## Multipli
I multipli sono: palmipes (5/4), cubitus o ulna (3/2), dupondius (2), pes sexterius o gradus (5/2), passus (5), pertica o decempeda (10), actus (120), stadium (625), miliarum (5000)
Cento piedi erano spesso usati come modulo nell'architettura: misuravano cento piedi la colonna Traiana e quella Aureliana, oppure l'aula della basilica Palatina di Costantino a Treviri.